# Shalom Hanoch
 (décembre 2024).
Si vous disposez d'ouvrages ou d'articles de référence ou si vous connaissez des sites web de qualité traitant du thème abordé ici, merci de compléter l'article en donnant les références utiles à sa vérifiabilité et en les liant à la section « Notes et références ».
Shalom Hanoch (en hébreu : שלום חנוך ; né le 1er septembre 1946) est un chanteur de rock, parolier et compositeur israélien.
Il est considéré comme l'un des fondateurs du rock israélien et de la musique israélienne moderne plus généralement, deux domaines qui ont été profondément influencés par son travail. Sa collaboration avec Arik Einstein a produit certains des premiers albums de rock israélien. Il est souvent appelé "Le Roi du Rock Israélien".

## Biographie
Shalom Hanoch est né au kibboutz Mishmarot en 1946, environ 16 mois avant la création de l'État d'Israël. Son talent musical d'enfant a été reconnu au kibboutz, où il a commencé à jouer, chanter et composer ses premières chansons. Avant de découvrir la musique rock, il a été exposé à une grande variété de genres (du classique à la musique folklorique russe, en passant par le gospel et le blues).

## Jeunesse
Shalom Hanoch a commencé à écrire et à composer de la musique après avoir reçu sa première guitare jazz de son père alors qu'il avait environ 12 ans. À 14 ans, il avait terminé sa première chanson, Laila (Nuit). Il a continué à écrire des paroles et de la musique avec un autre membre du kibboutz, l'auteur-compositeur-interprète Meir Ariel. Hanoch et Ariel ont rejoint le groupe du kibboutz, HaMishmaron, à l'adolescence. Les chansons de cette époque incluent des classiques tels que Agadat Deshe (Grass Legend), Nisa LaYam (We'll Go To The Beach), Risim (Eyelashes) et Yom Acharon (Last Day). À 16 ans, Hanoch s'inscrit à l'école Beit Zvi des arts du spectacle, où il développe une passion pour le théâtre. À Beit Zvi, Hanoch est influencé par les Beatles.
En 1966, après avoir été initialement rejeté, Hanoch est recruté par l'ensemble militaire israélien Lehakat Ha'nahal de la troupe militaire Nahal. Hanoch devient un membre éminent de l'ensemble, contribuant au chant et se produisant dans tout le pays. Alors qu'il était dans l'ensemble militaire, Hanoch a continué à écrire et à composer des chansons pour l'ensemble et d'autres artistes. Hanoch a participé à l'enregistrement de l'album the best of, dans lequel de nouvelles versions de tubes des années 1950 et 1960 ont été réenregistrées par l'ensemble. Le titre de l'album est Kol HaKavod LaNahal.

## Succès
Hanoch perça en 1968 lorsqu'Arik Einstein enregistra son deuxième album, Mazal Gdi (Capricorne), qui ne contenait que des chansons écrites par Hanoch. Hanoch écrivit également les paroles de six des chansons de l'album. La coopération entre les deux se poursuivit au Festival de la chanson d'Israël (Festival HaZemer), où Einstein interpréta les chansons de Hanoch. Cependant, la chanson complexe et inhabituelle Prague, qui traitait de l'invasion soviétique de la capitale de la République tchèque, ne fut pas bien accueillie par le public. En 1969, Hanoch et son ancien membre de l'ensemble militaire Nahal, Chanan Yovel, rejoignirent Benny Amdursky et fondèrent le groupe HaShlosharim. Shalom composa de nombreuses chansons du groupe, et continua également à écrire pour d'autres artistes au cours de cette période.
De retour en Israël en 1973, Shalom Hanoch a cofondé le groupe Tamouz, qui est rapidement devenu le groupe de rock le plus influent de la fin des années 1970. Leur album Sof Onat HaTapuzim a été un jalon dans le développement du rock israélien. Après la dissolution de Tamouz en 1976, Hanoch a lancé sa carrière solo avec l'album Adam Betoch Azmo en 1977, qui a abordé des thèmes personnels à la suite d'un divorce. Il a continué à collaborer avec d'autres artistes et à produire des albums marquants tout au long des années 1980.
Dans les années suivantes, Hanoch a sorti plusieurs albums à succès, notamment Mehakim LeMashiach (Waiting for the Messiah) en 1985, qui contenait des chansons à portée politique et sociale. Sa musique a évolué pour refléter des thèmes plus sombres et complexes, comme dans l'album Chatuna Levana (White wedding) (1981). Hanoch a également continué à se produire régulièrement, notamment lors de concerts rétrospectifs qui mettent en avant ses réalisations artistiques au fil des décennies. 
Son influence sur la musique israélienne demeure indéniable, faisant de lui une figure centrale du rock dans le pays.

## Discographie
- 1970 – Plastelina, פלסטלינה [Plasticine] (avec Arik Einstein)
- 1970 – Shablool, שבלול [ Snail ] (avec Arik Einstein)
- 1971 – Shalom
- 1977 – Adam Betoch Azmo, אדם בתוך עצמו (A Man Within Himself)
- 1981 – Hatuna Levana, חתונה לבנה (White Wedding)
- 1983 – Al Pnei HaAdama, על פני האדמה (On the Ground's Surface)
- 1985 – Mehakim LeMashiach, מחכים למשיח (Waiting for the Messiah)
- 1988 – Rak Ben Adam, רק בן אדם (Only Human)
- 1991 – BaGilgul Haze, בגלגול הזה (This Time Around)
- 1992 – Lo Yachol Lishon Achshav', לא יכול לישון עכשיו (Can't Sleep Now)
- 1994 – Alimut, א-לי-מות (Violence)
- 1997 – Erev Erev, ערב ערב (Evening Evening)
- 1999 – Muskat, מוסקט [Muscat] (avec Arik Einstein)
- 2002 – Adam Betoch Azmo (Edition du 25e anniversaire)
- 2003 – Or Israeli, אור ישראלי (Israeli Light) (avec Monica Sex)
- 2004 – Shablul (Edition remastérisée)
- 2009 – Shalom Hanoch